# Psychopsis mimica
Psychopsis mimica is een insect uit de familie van de Psychopsidae, die tot de orde netvleugeligen (Neuroptera) behoort. 
Psychopsis mimica is voor het eerst wetenschappelijk beschreven door Newman in 1842.